# Січинський Мирослав Миколайович
Мирослав-Іван-Андрій Микола́йович Січи́нський (11 жовтня 1887, Чернихівці — 16 березня 1979, Вестленд, штат Мічиґан, США) — український громадсько-політичний діяч, виконавець атентату у Львові проти галицького намісника Анджея Потоцького, на знак помсти за кривди, заподіяні українцям (вбивство Марка Каганця й фальсифікація виборів до австрійського парламенту). Двоюрідний брат Володимира Темницького.

## Життєпис

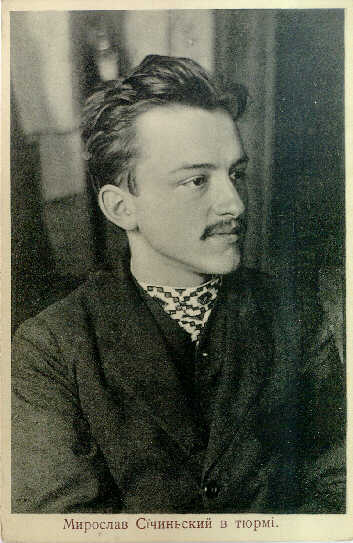
Мирослав Січинський у в'язниці, 1909

Народився 11 жовтня 1887 року в с. Чернихівці (Збаразький повіт, Королівство Галичини та Володимирії, Австро-Угорщина, нині Збаразький район, Тернопільська область, Україна) в сім'ї греко-католицького священника, громадського діяча, посла до Галицького сейму о. Миколи та Олени Січинських. Двоюрідний брат Володимира Темницького, голови Української соціал-демократичної партії (УСДП) Галичини, міністра закордонних справ УНР (1919).
Навчався в Коломийській українській гімназії. 1905 року закінчив Перемишльську українську гімназію. Навчався на філософських факультетах Львівського та Віденського університетів.
Належав до УСДП Галичини, брав активну участь у її діяльності, зокрема у виборчих кампаніях.
На знак помсти за кривди, заподіяні українцям (вбивство Марка Каганця та фальсифікація виборів до австрійського парламенту) місцевою (де-факто польською) адміністрацією, 12 квітня 1908 року застрелив у Львові галицького намісника Анджея Потоцького в його робочому кабінеті (існують й інші версії мотивів його вчинку). Хоча відповідальність за цей акт не взяла на себе жодна політична організація, його схвально сприйняли радикальні українські партії та діячі, переважна більшість галицьких українців. Митрополит Андрей Шептицький, духовенство та лідери Національно-демократичної партії суворо засудили вчинок М. Січинського як прояв політичного терору.
Але цей осуд підживив неприхильне ставлення українців до польського панування в Галичині та поміркованої позиції деяких українських політичних кіл. Широкий загал українського громадянства підтримав М. Січинського. Народ по селах співав: «Наш Січинський най жиє, а Потоцький най гниє!», дітям масово почали давати ім'я Мирослав. Водночас після 12 квітня містами Галичини прокотилася хвиля антиукраїнських погромів.
Січинський був заарештований і засуджений до смертної кари, яку цісар через міжнародний резонанс справи замінив на 20-річне ув'язнення. 1911 року Дмитро Вітовський і Микола Цеглинський організували його втечу. За допомогою двох наглядачів-українців 10 листопада він утік із в'язниці у Станиславові і разом з ними нелегально виїхав до Норвегії, згодом — до Швеції, звідти — до США (1914).
Був одним із засновників Української федерації Соціалістичної партії Америки, редагував її тижневики «Робітник» (1914–1917) і «Народ» (1917), входив до проводу Федерації українців США (1915–1918).
1920 року став співзасновником організації «Оборона України» та редактором її часопису «Українська громада».
1933–1941 — президент Українського робітничого союзу (нині Український братський союз). Під час Другої світової війни поступово перейшов на прорадянські позиції, хоча не був апологетом державного устрою СРСР і комуністичної ідеології та практики. У 1930-х роках приїздив до Полтави, а 1959 та 1968 — до Львова (до сім'ї свого гімназійного й університетського товариша Федора (Теодора) Замори).
До кінця життя не шкодував про свій вчинок, вважав його виправданим і справедливим.
Останні роки провів у притулку для людей літнього віку. Помер у місті Вестленд (штат Мічиґан, США).

## Праці
- Народна справа в Америці (1919)

## Пам'ять

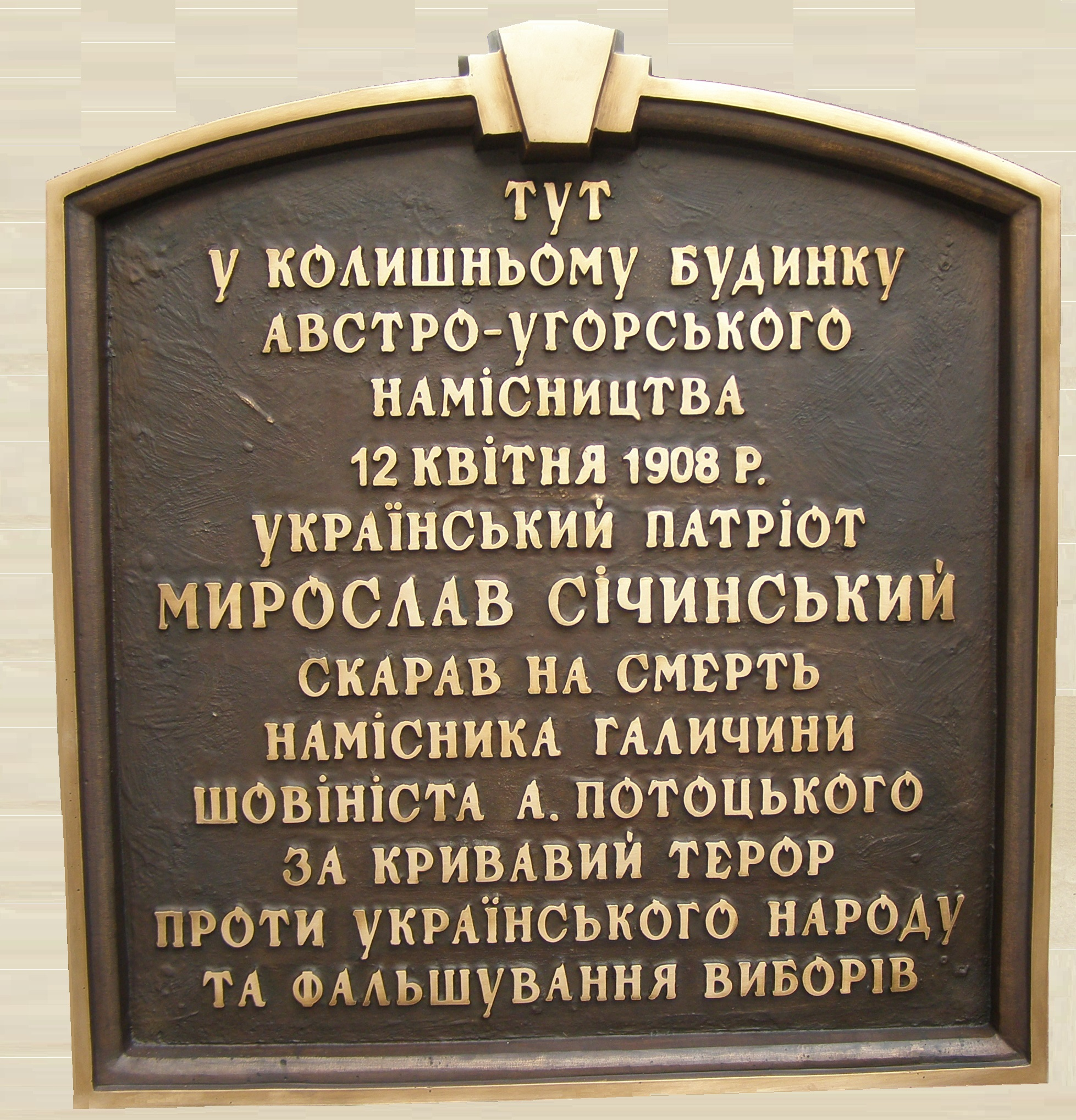
Пам'ятна дошка на вшанування чину М. Січинського на будинку колишнього австро-угорського намісництва у Львові

29 січня 2014 р. заходами Громадського комітету для вшанування пам'яті українських Героїв на будинку колишнього австро-угорського намісництва у Львові (вул. Винниченка 18) встановлено пам'ятну дошку на вшанування жертовного чину українського патріота Мирослава Січинського.